# Alessandra Meyer-Wölden

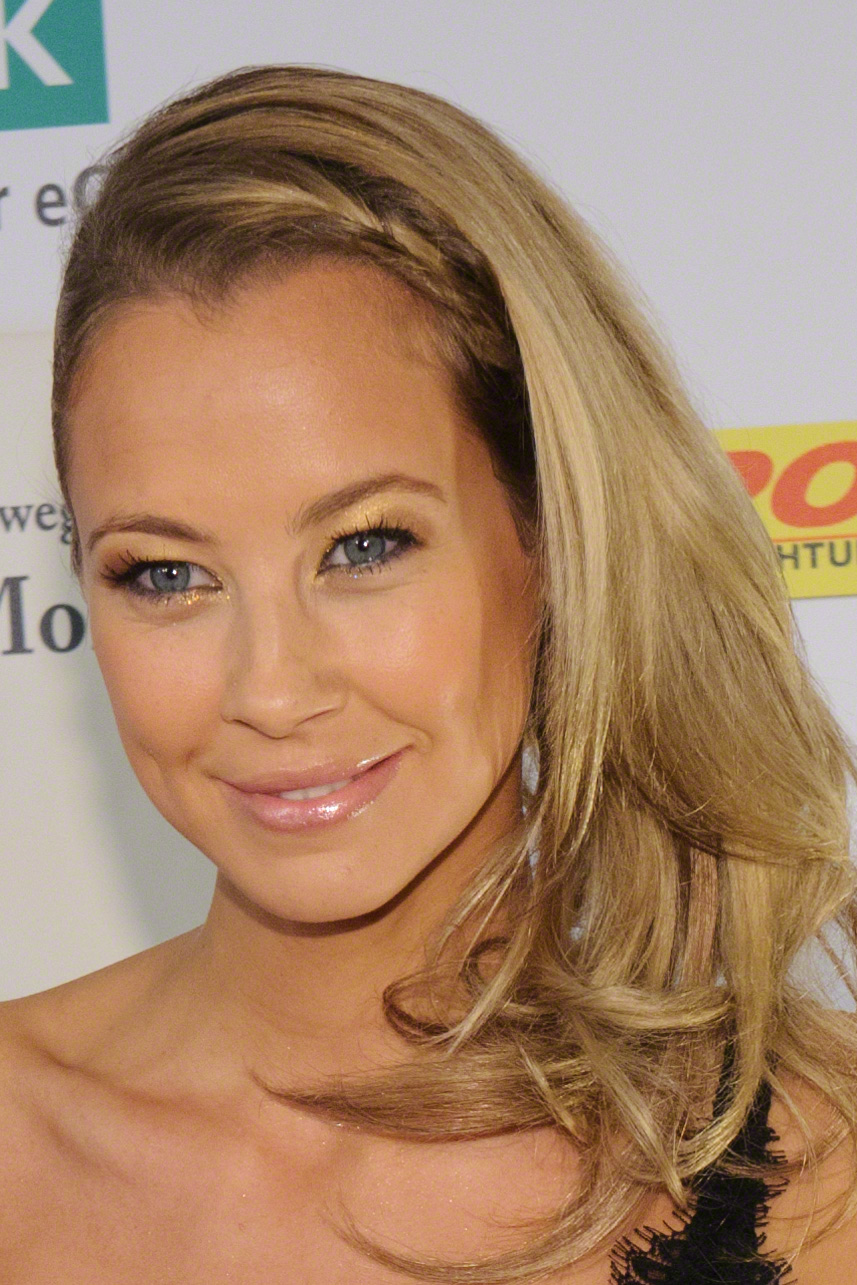
Alessandra Meyer-Wölden (2011)

Alessandra „Sandy“ Meyer-Wölden (* 14. März 1983 in München) ist ein deutsches Model.

## Leben
Alessandra Meyer-Wölden ist väterlicherseits deutscher und mütterlicherseits italienisch-eritreischer Abstammung. Ihre Mutter Antonella ist in der ehemaligen italienischen Kolonie Eritrea geboren und war ehemals Schlagersängerin in Italien. Ihr Vater Axel Meyer-Wölden (1941–1997) war Rechtsanwalt und Tennis-Manager, u. a. von Boris Becker. Das brachte sie früh zum Tennis als Leistungssport. Ihre ersten Turniere spielte sie für den Tennisclub Großhesselohe. Später zog sie mit ihrer Familie nach Florida, um an der Tennis Academy Bradenton von Nick Bollettieri zu trainieren. Mit 16 Jahren hatte sie eine Beziehung mit Tommy Haas und hörte mit dem Tennissport auf. Die Beziehung endete nach sieben Jahren.
Meyer-Wölden studierte vier Jahre an der University of Miami und schloss mit dem Bachelor in Kommunikationswissenschaften ab. 2005 gründete sie zusammen mit einer Freundin die Schmuckfirma Lovechild und arbeitet seitdem als Schmuckdesignerin. Meyer-Wölden modelte regelmäßig und war 2001 Covergirl der Zeitschrift Max in Deutschland. Von 2002 bis 2004 war sie beim Elite Model Management unter Vertrag. Die Zeitschrift Maxim widmete ihr in Heft 03/2009 die Titelstory und eine mehrseitige Fotostrecke.
Im Jahr 2008 geriet sie durch die nach drei Monaten gelöste Verlobung mit Boris Becker ins Blickfeld der Medien. 2009 wurde eine Liaison mit Oliver Pocher öffentlich. Am 25. September 2010 fand die Eheschließung statt. Die beiden haben eine gemeinsame Tochter (* 2010) und zwei Söhne (Zwillinge, * 2011); sie lebten zusammen in Köln. In der RTL-Show Alle auf den Kleinen, in der Kandidaten in verschiedenen Spielen gegen ihren damaligen Mann antraten und Geld gewinnen konnten, fungierte sie als Co-Kommentatorin neben Heiko Waßer. Im April 2013 gaben Alessandra und Oliver Pocher ihre Trennung bekannt. Seit der Trennung lebt sie mit ihren Kindern in Miami (Florida).
Im Frühjahr 2016 nahm sie an der neunten Staffel der RTL-Tanzshow Let’s Dance teil. Zusammen mit ihrem Tanzpartner Sergiu Luca schied sie nach der achten Runde aus und belegte so den siebten von 14 Plätzen. 2018 kooperiert Meyer-Wölden als „Style-Star“ mit der Online-Plattform Moebel24.de, wo sie ein Wohn-, Schlaf- und Badezimmer in 3D entwirft.
2014 heiratete Meyer-Wölden in zweiter Ehe einen US-amerikanischen Immobilienentwickler; im März 2017 brachte sie erneut Zwillinge zur Welt. Ende 2020 machte sie die Trennung öffentlich, 2022 wurde die Scheidung bekannt.

## Filmografie

### Serien
- 2011: Alarm für Cobra 11 – Die Autobahnpolizei
- 2024: Das Traumschiff: Argentinien

### Shows
- 2011–2012: My Name Is
- 2013: Alle auf den Kleinen
- 2014: Jungen gegen Mädchen
- 2015: Grill den Henssler
- 2015: Promi Shopping Queen
- 2015: 5 gegen Jauch
- 2016: Let’s Dance
- 2020: Grill den Henssler